# Taṇhā
Taṇhā (pāli ; sanskrit : tṛṣṇā ; chinois : tān 贪 ; japonais : ton 貪 ; tibétain : sred pa) signifie : soif, avidité, désir, convoitise, envie irrésistible, attachement, fixation,. C'est, selon la deuxième noble vérité, l'origine de dukkha. Il s'agit de la fièvre de la convoitise insatiable, par opposition à la paix de l’esprit (upekkhā). La soif est précisément le désir de posséder encore et encore. Taṇhā recouvre les désirs brûlants (concupiscence, convoitise), « mais également le prurit spéculatif de l’insatiable mental qui fomente les apories métaphysiques ». La soif s'empare de l'objet, l'assume et s'y attache. Lui succède donc l'attachement ou appropriation (upādāna). La soif est associée au plaisir (sanskrit IAST: nāndī) et à l'attachement (rāga). Cette soif est soif de plaisir, d'existence, d'inexistence, mais également soif à l'égard des mondes de la forme, du sans forme (les extases), ainsi que le désir de l'arrêt (nirodha) du devenir.
Taṇhā est l'un des Trois Poisons. C'est également un chaînon de la coproduction conditionnée. Cette soif est conditionnée par la sensation, vedana, et conditionne à son tour l'attachement, upadana.
Des synonymes de taṇhā sont  rāga, lobha et abhijjhā.

## La soif dans la durée
Le Dhammapada (§ 203) fait de la soif le constructeur de la durée : elle est à l'origine du temps psychologique. En ce sens, il s'agit d'une force de coordination temporelle consistant dans le projet d'une pensée organisatrice et prévoyante qui dresse ses plans, par projection  (tension vers l'avenir) ou souci (projection,  préoccupation à l'égard du passé). Voici comment la soif construit la durée : de l'élaboration d’un certain choix, d’une décision et d’une organisation procède l’intention de faire  (un acte de mérite ou de démérite) ; l’assumant, la conscience se tend vers le mérite,  puis achève l’acte, ce qui revient à prendre un objet sous l'impulsion de la soif : donc elle se l’approprie, i.e. le prend comme point d’appui, et s’y établit comme en une résidence, y subsiste, et se développe. Il n’y a donc pas d’interruption de la série, la durée de la pensée consistant en soif : la conscience, conditionnée par les activités mentales, produit l’impression d’un moi permanent, et de là une tension, une progression vers un aller et venir, d’où résultent le devenir et le dukkha (en pāli ; sanskrit : duḥkha). 

## Différentes soifs
On distingue trois types de soifs selon leur objet :
- la soif de désirs des sens (pāli: kāmataṇhā), le "vouloir-désirer", qui concerne les 5 sens et le mental (qui est le sixième sens) ;
- la soif d'existence, le "vouloir-vivre" (pāli: bhavataṇhā)
- la soif d'inexistence, le "vouloir-ne-plus-vivre" (pāli: vibhavataṇhā)

Trois soifs selon les mondes (loka) : 
- Soif d'existence sensuelle, pāli: kāmataṇhā ;
- Soif d'existence physique pure, pāli: rūpataṇhā ;
- Soif d'existence immatérielle, pāli: arūpataṇhā.

Six soifs selon les six bases sensorielles, sadayatana :
- Soif d'objet visible, pāli: rūpataṇhā ;
- Soif de sons, pāli: saddataṇhā ;
- Soif d'odeur, pāli: gandhataṇhā ;
- Soif de saveur, pāli: rasataṇhā ;
- Soif de toucher, phoṭṭhabbataṇhā ;
- Soif de pensées, pāli: dhammataṇhā.